# Phytobia nigeriensis
Phytobia nigeriensis este o specie de muște din genul Phytobia, familia Agromyzidae, descrisă de Spencer în anul 1977.
Este endemică în Nigeria. Conform Catalogue of Life specia Phytobia nigeriensis nu are subspecii cunoscute.